# Osvaldo Alonso
Osvaldo Alonso Moreno, né le 11 novembre 1985 à San Cristóbal à Cuba, est un footballeur international cubain jouant au poste de milieu de terrain.

## Biographie

### En club
Formé au FC Pinar del Río (champion de Cuba en 2006), O. Alonso bénéficie du « Cuban Adjustement Act » – qui accorde le droit de séjour à tout Cubain qui foule le territoire américain – à la suite de sa désertion de 2007 (voir plus loin). Il poursuit sa carrière aux États-Unis, d'abord au Charleston Battery de la USL, en 2008, où ses bonnes prestations lui valent de passer à la MLS, au Seattle Sounders FC dès l'année suivante.
Il devient un joueur incontournable au sein de son nouveau club au point d'être nommé dans l'équipe type de la MLS en 2012 puis de faire partie de la sélection des étoiles de la MLS en 2013. Au niveau du palmarès, il remporte quatre Coupes des États-Unis (dont trois d'affilée) et atteint plusieurs fois les demi-finales de conférence de la MLS.

### En équipe nationale
International cubain depuis septembre 2006, O. Alonso fait défection durant la Gold Cup 2007 alors qu'il faisait des courses dans un supermarché de Houston. Il rejoint son compatriote Léster Moré qui avait déserté peu avant. Il a joué en tout 16 matchs pour l'équipe cubaine (deux buts marqués).

#### Buts en sélection
| Buts en sélection d'Osvaldo Alonso | Buts en sélection d'Osvaldo Alonso | Buts en sélection d'Osvaldo Alonso                       | Buts en sélection d'Osvaldo Alonso | Buts en sélection d'Osvaldo Alonso | Buts en sélection d'Osvaldo Alonso | Buts en sélection d'Osvaldo Alonso |
|                                    | Date                               | Lieu                                                     | Adversaire                         | Score                              | Résultat                           | Compétition                        |
| ---------------------------------- | ---------------------------------- | -------------------------------------------------------- | ---------------------------------- | ---------------------------------- | ---------------------------------- | ---------------------------------- |
| 1.                                 | 2 septembre 2006                   | Estadio Pedro Marrero, La Havane (Cuba)                  | Îles Turques-et-Caïques            | 1-0                                | 6-0                                | CAR 2007                           |
| 2.                                 | 14 janvier 2007                    | Manny Ramjohn Stadium, Port of Spain (Trinité-et-Tobago) | Guadeloupe                         | 1-1                                | 1-2                                | CAR 2007                           |

NB : Les scores sont affichés sans tenir compte du sens conventionnel en cas de match à l'extérieur (Cuba-Adversaire)

## Palmarès
FC Pinar del Río
- Champion de Cuba en 2006.

 Sounders de Seattle
- Vainqueur de la Coupe MLS en 2016.
- Vainqueur de la Coupe des États-Unis en 2009, 2010, 2011 et 2014.
- Vainqueur du Supporters' Shield en 2014.